# Passchendaele (película)
Passchendaele es una película canadiense de 2008 de Alliance Films, escrita, coproducida, dirigida, y protagonizada por Paul Gross. Se rodó en Calgary, Alberta, Fort Macleod, Alberta, y en Bélgica. Fue lanzada en Canadá el 17 de octubre de 2008.

## Sinopsis
Las vidas de un veterano con problemas, su novia enfermera y un chico ingenuo cruzan por primera vez en Alberta y luego en Bélgica durante la Primera Guerra Mundial en Passchendaele.

## Elenco
- Paul Gross - Michael Dunne
- Caroline Dhavernas - Sarah Mann
- Joe Dinicol - David Mann
- Meredith Bailey - Cassie Walker
- David Ley - Doctor Walker
- Joe Desmond - Teniente Hanson
- Jim Mezon - Dobson-Hughes
- Michael Greyeyes - Highway
- Brian Jensen - Mayor Bingham
- Adam Harrington - Coronel Ormond
- Gil Bellows - Royster
- James Kot - Skinner
- Jesse Frechette - Peters
- Hugh Probyn - Carmichael
- Brian Dooley - McKinnon
- Sean Anthony Olson - Teniente Maxwell
- Rainer Kahl -
- Landon Liboiron - Joven soldado alemán

## Taquilla
Desde el 22 de enero de 2009, la película ha recaudado 4,45 millones de dólares.

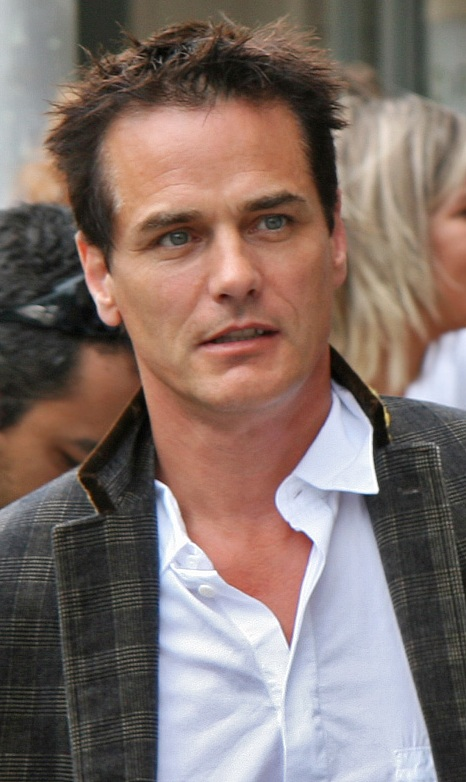
Paul Gross, director y actor protagonista del filme.